# الشرف (بني العوام)

تعديل مصدري - تعديل

الشرف هي إحدى قرى عزلة بني غشيم بمديرية بني العوام التابعة لمحافظة حجة، بلغ تعداد سكانها 359 نسمة حسب تعداد اليمن لعام 2004.